# Hào quang 46°

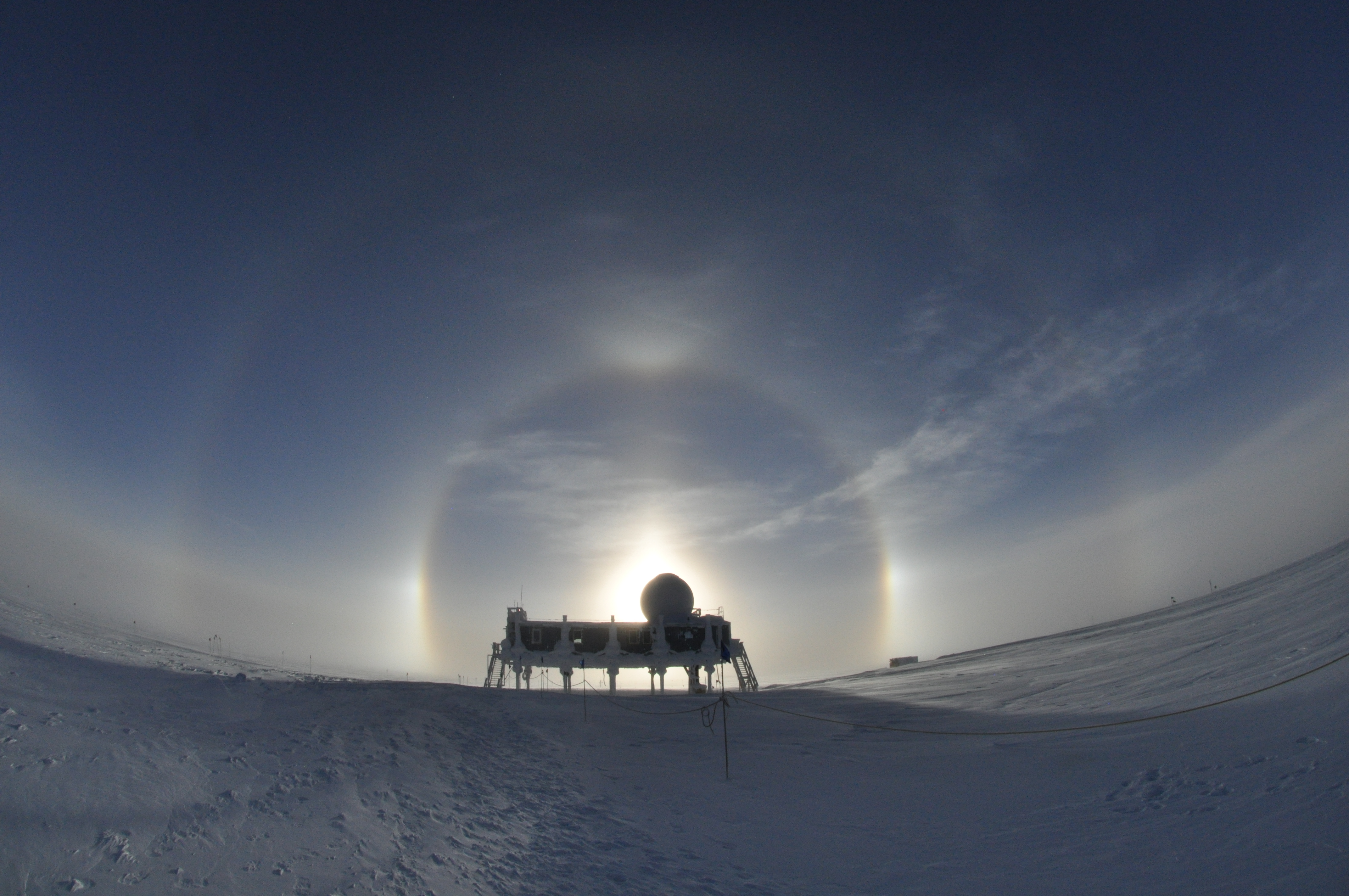
Mặt Trời giả với hào quang 46° lớn hơn và mờ hơn và hào quang 22° với vòng cung tiếp tuyến trên.

Hào quang 46° là một hiện tượng hiếm gặp trong các loại hào quang tinh thể băng, xuất hiện dưới dạng một vòng tròn lớn bao quanh Mặt Trời với khoảng cách gần gấp đôi hào quang 22° thông thường. Khi Mặt Trời ở độ cao giữa 15-27°, Hào quang 46° thường bị nhầm lẫn với vòng cung đối xứng bên trên và vòng cung đối xứng bên dưới là hai hiện tượng ít hiếm và rực rỡ hơn, vượt qua vòng tròn parhelic ở khoảng 46° bên trái và bên phải Mặt Trời.
Hào quang 46° trông tương tự, nhưng lớn hơn và mờ hơn nhiều so với hào quang 22° thông thường. Nó hình thành khi ánh sáng Mặt Trời chiếu vào các tinh thể băng hình lục giác được định hướng ngẫu nhiên qua một mặt lăng kính và thoát ra ngoài qua một hình lục giác. Độ nghiêng 90° giữa hai mặt của các tinh thể làm cho màu sắc của hào quang 46° bị tán sắc rộng hơn so với hào quang 22°. Ngoài ra, vì rất nhiều tia bị lệch ở các góc lớn hơn góc lệch tối thiểu, mép ngoài của quầng sáng khuếch tán hơn.
Để nhận biết sự khác nhau giữa nó và vòng cung đối xứng bên trên/dưới, người ta cần quan sát cẩn thận độ cao của Mặt Trời, hình dạng thay đổi và hướng của các cung. Vòng cung siêu đối xứng luôn chạm vào vòng cung tròn thiên đỉnh, trong khi hào quang 46° chỉ làm được điều này khi Mặt Trời ở vị trí 15-27° trên đường chân trời, để lại một khoảng trống giữa hai hào quang khi ở các độ cao khác. Ngược lại, các vòng cung siêu đối xứng không thể hình thành khi Mặt trời vượt qua 32°, do đó, quầng sáng trong vùng 46° luôn là hào quang 46° ở độ cao cao hơn. Tuy nhiên, khi Mặt Trời gần đạt thiên đỉnh, vòng cung tròn thiên đỉnh và vòng cung đối xứng bên dưới có thể nằm ở vị trí 46° bên dưới Mặt Trời và có thể bị nhầm lẫn với hào quang 46°.